# بویرز لندینگ (کالیفرنیا)
بویرز لندینگ (به انگلیسی: Boyers Landing) یک منطقهٔ مسکونی در ایالات متحده آمریکا است که در شهرستان کولوزا، کالیفرنیا واقع شده‌است. بویرز لندینگ ۱۱ متر بالاتر از سطح دریا واقع شده‌است.